# Camp de Bremen-Obernheide
 (octobre 2024).
Si vous disposez d'ouvrages ou d'articles de référence ou si vous connaissez des sites web de qualité traitant du thème abordé ici, merci de compléter l'article en donnant les références utiles à sa vérifiabilité et en les liant à la section « Notes et références ».
Le camp de Bremen-Obernheide est une unité de travail forcé dépendant du camp de concentration de Neuengamme, mise à la disposition de la ville de Brême et d’entreprises de travaux publics pour le déblaiement des décombres et la construction de logements de fortune à la suite des bombardements alliés.

À partir de 1942, le cours de la guerre oblige l’Allemagne nazie à enrôler de nouvelles classes de conscrits qui laissent un vide dans les chaînes de production. Pour compenser ces pertes, les autorités mobilisent d’abord la population féminine, puis des travailleurs forcés étrangers, et finalement la population concentrationnaire. Moyennant finances, la SS organise la mise à disposition des déporté(e)s, soit en installant des entreprises à l'intérieur des camps de concentration, soit en détachant des unités de travail forcé dans des ateliers ou sur des chantiers (Kommandos extérieurs) . Sur la durée de la guerre, Neuengamme administre ainsi dans toute l'Allemagne et jusque dans les îles anglo-normandes, près de 90 Kommandos extérieurs (60 masculins et 24 féminins) qui restent rattachés à leur camp d'origine. La gestion de la main-d'œuvre concentrationnaire donne lieu à d'incessants transferts de détenu(e)s qui empêchent parfois de reconstituer un état des lieux précis des effectifs et des pertes.

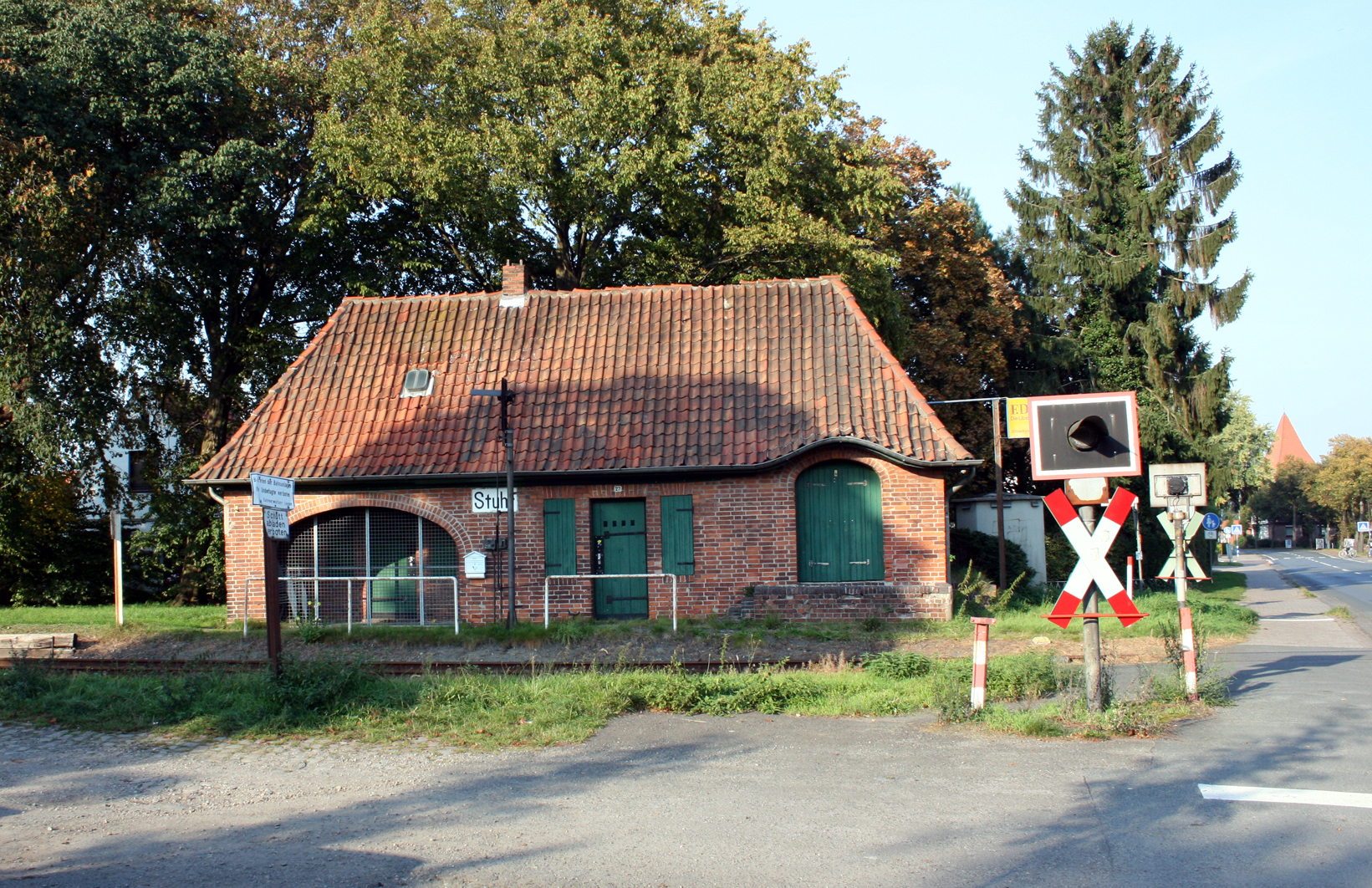
La gare de Stuhr.

## Création
Le 26 septembre 1944, après la destruction du camp de la Caserne Hindenburg, la SS transfère les déportées (Juives polonaises et hongroises) à Obernheide, près du village de Stuhr, au sud-ouest de Brême, où elles sont hébergées dans trois baraques,.

## Travail forcé
Elles sont employées à des travaux de déblaiement et de nivelage dans les quartiers bombardés de Brême. Elles travaillent également à la production d’éléments préfabriqués en béton pour la ville de Brême et de très nombreuses entreprises privées qui construisent des logements d'urgence pour les sinistrés. Une cinquantaine pour l'entreprise Lüning à Hemmelingen, 80 pour Rodieck à Uphusen, une centaine à Üsen (près d'Achim).
Les déportées doivent marcher une heure pour atteindre la gare de Stuhr, d’où elles sont transportées en train jusqu'à Brême. Après la destruction des voies ferrées, elles sont transportées en camion, jusqu’à ce que le manque de carburant les oblige à faire les trajets à pied.
Dix femmes au moins ne survivent pas à ces conditions de vie et de travail.
Le camp d’Obernheide est placé sous la responsabilité du SS-Hauptscharführer Johann Hille, appuyé par des anciens de la Luftwaffe pour la sécurité externe et par une vingtaine de gardiennes au contact des détenues,.

## Evacuation
Le 4 avril 1945, les SS évacuent le camp et les déportées doivent marcher jusqu’à à Uesen, où elles rejoignent les détenues du camp de Brême-Uphusen. Elles poursuivent leur marche jusque dans les environs de Verden an der Aller. Là, les SS les entassent dans des wagons de marchandises découverts. Au bout de plusieurs jours, le train arrive à Bergen-Belsen, probablement le 8 avril. Les survivantes sont libérées par les Britanniques le15 avril,.

## Mémorial
Il ne reste rien du camp, rasé à la fin de la guerre. En 1988, la commune de Stuhr a érigé un mémorial sur le site de l’ancien Kommando extérieur,.